# Ulbo de Sitter

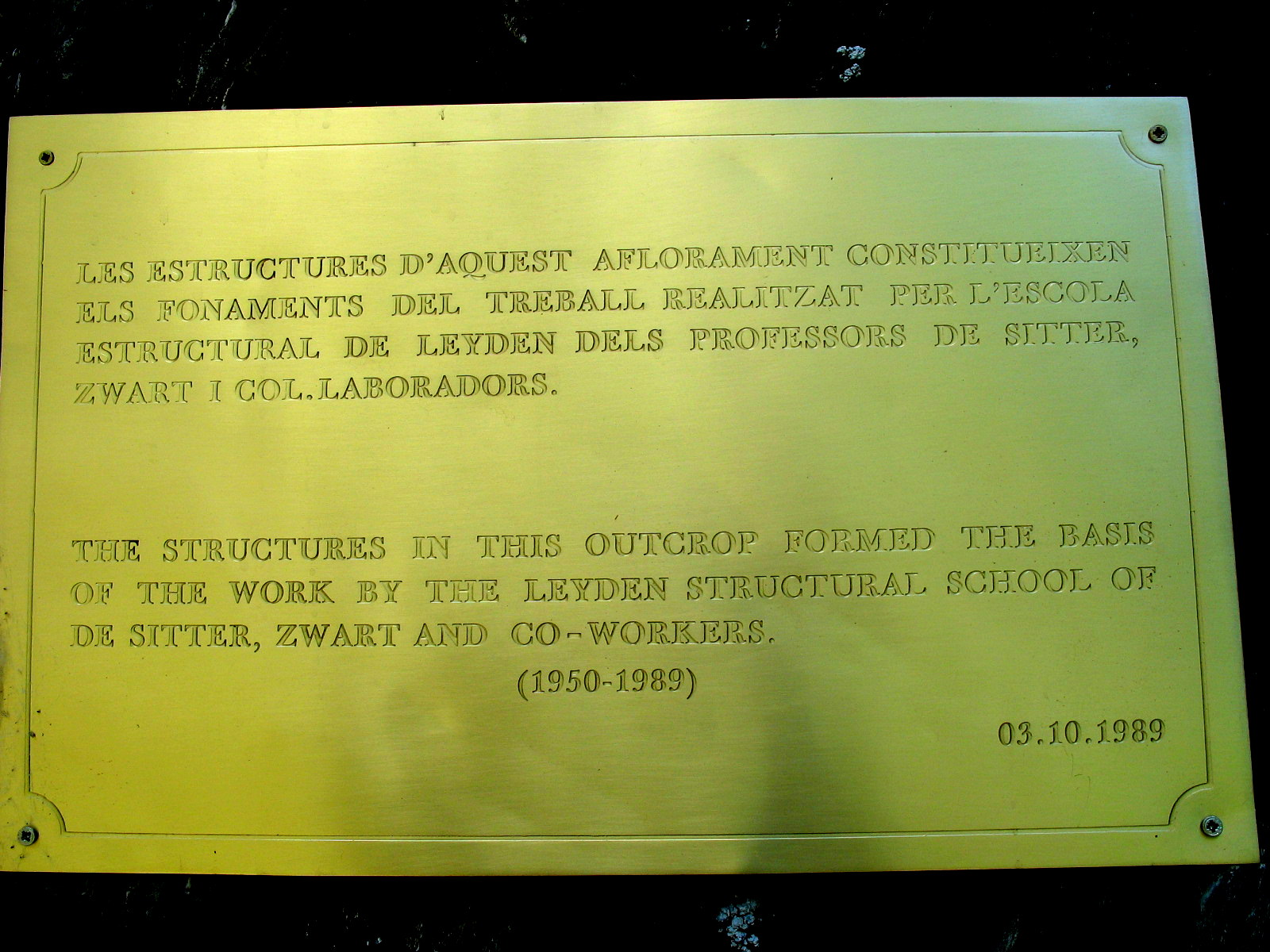
Gedenktafel für Henk Zwart, De Sitter u. a. in der Pyrenäen

Lamoraal Ulbo de Sitter (* 6. März 1902 in Groningen; † 12. Mai 1980 in Nistelrode) war ein niederländischer Geologe, der sich vor allem mit Tektonik befasste.
Er war der Sohn des Astronomen Willem de Sitter und studierte Geologie in der Schweiz und bei Johann Karl Ludwig Martin und Berend George Escher an der Universität Leiden. Nach seiner Dissertation 1925 über die Petrographie der Porphyre der Gegend um Lugano arbeitete er für die Royal Dutch Shell Tochter Bataafse Petroleum Maatschappij. Danach ging er wieder nach Leiden als Assistent von Escher und Konservator am Rijksmuseum van Geologie en Mineralogie. Er unternahm tektonische Untersuchungen in Norditalien (Bergamasker Alpen) und experimentelle Versuche zur Faltenbildung mit Philip Kuenen, einem ehemaligen Studienkameraden. Im Zweiten Weltkrieg bewahrte er viele niederländische Geologie-Studenten vor dem Arbeitsdienst-Einsatz in Deutschland, indem er zusammen mit Willem van Waterschoot van der Gracht Feldstudien in den südlichen Niederlanden organisierte (zum Beispiel Gravimetrie im Bereich Limburg, Brabant). 1948 wurde er Professor in Leiden (mit einer ordentlichen Professur ab 1958) und verlagerte das Schwergewicht seiner tektonischen Studien auf den Pyrenäen und im Kantabrischen Gebirge. 1968 ging er in den Ruhestand. Sein Nachfolger als Professor war sein Schüler Henk Zwart (1924–2012).
Er begründete in Leiden eine Schule von Tektonikern und untersuchte neben großräumiger Tektonik auch kleinräumige Falten- und andere tektonische Strukturen (Mikro-Falten u. a.). Sein Lehrbuch Structural Geology von 1956, das auch ins Russische, Japanische und Spanische übersetzt wurde, legte besonderen Wert auf Anschauung in vergleichenden Feldstudien. Bei den Ursachen der Gebirgsbildung war er damals noch ein Verfechter der Schrumpfungshypothese und nie ein Verfechter der Kontinentalverschiebung.
1962 wurde er Mitglied der Niederländischen Akademie der Wissenschaften. 1939 bis 1963 war er Herausgeber der Zeitschrift Geologie en Mijnbouw und 1963 bis 1968 Vorsitzender der Koninklijk Nederlands Geologisch en Mijnbouwkundig Genootschap. 1969 erhielt er die Van Waaterschot van der Gracht Medaille.
Sein Sohn Ulbo de Sitter junior (1930–2010) war Soziologe.

## Schriften
- Structural Geology, McGraw Hill 1953, 1964
- De tectoniek van eenvoudige structuren, Brill 1941 (Die Tektonik von einfachen Strukturen)
- De geologie van aardolie en gassen, Den Haag 1950 (Die Geologie von Erdöl und Erdgas)